# Форстер, Ришар
Ришар Форстер (родился 8 ноября 1940 года в Женеве) — швейцарский инженер-механик и фотограф-самоучка, наиболее известный своими фотографиями ню, особенно на природе. Его работы публиковались в книгах и фотожурналах, были представлены в персональных и групповых выставках, были отмечены наградами на фотоконкурсах. Форстер является давним членом и сотрудником Женевского общества фотографии (SGP — Societe Genevoise de Photographie).

## Детство, образование и карьера
Форстер родился 8 ноября 1940 года в Женеве в семье отца Уолтера, линотиписта, и матери Мари, урожденной Вольгемут. Они переехали в Женеву в 1939 году из кантона Золотурн. После начальной школы и двух лет обучения в Collège moderne de Genève (Женевское профессиональное училище) он поступил в ученики точной механики в Женевской школе механики. После этого он продолжил обучение в École Technique Supérieure (Высшей школе техники), также в Женеве, которую окончил в 1965 году. Его дипломная работа была посвящена созданию станка, и он получил звание Ingénieur en mécanique (инженер-механик).
С 1965 года работал в различных отраслях промышленности: разработка химического строительства, продажа электромеханики и станков, разработка вооружения. В 1981 году он устроился преподавателем в Школу народного образования в Женеве, в Центр профессионально-технического обучения, после чего вышел на пенсию в 2005 году. Он преподавал технический рисунок, механику, физику, математику, деловое администрирование и промышленную организацию.

## Путешествия и фотография
Форстер впервые столкнулся с фотоаппаратом в ранние годы, когда его фотографировала мать. В двенадцать лет он получил свою первую камеру, Kodak Brownie 127, в качестве подарка на день рождения. На неё он снимал фотографии пейзажи и своих одноклассников. Позже он переключился на Rolleiflex 4x4 (серый) для черно-белой и Voigtländer Vito BL для цветной фотографии. Поскольку он также очень интересовался дайвингом, он разработал и сделал водонепроницаемую коробку для Rolleiflex, с которой он сделал свои первые черно-белые подводные фотографии летом 1957 года на Лазурном берегу, куда он отправился на велосипеде со своим другом. Диаметр переднего стекла был несколько узким, что к сожалению придавало снимкам эффект виньетирования. Позже он переключился на подводную камеру Nikonos V. В 1958 году Форстер прошел курс фотографии для начинающих в Société Genevoise de Photographie (SGP, Женевское общество фотографии), где он позже также принимал участие в преподавательской и других деятельностях.
Возможность получить визуальное представление об окружающем мире, а не только быть сторонним наблюдателем, включив в него свои идеи и чувства, больше всего привлекала его к фотографии. Чтобы расширить свой кругозор, он решил путешествовать, на деньги, заработанные работой как дежурный на заправочной станции во время школьных каникул. Летом 1961 года Форстер совершил путешествие автостопом по дорогам Германии в Гамбург и положительный опыт привел в 1962 году к путешествию через Италию и Югославию в Турцию и через ее Каппадокию к Сирийской границе. В 1962 году он встретил свою будущую жену Анн-Мари, и в 1963 году они автостопом приехали в Шотландию, в 1964 году они поехали на велосипедах с кемпинг палаткой на выставку Expo 64 в Лозанне. В 1965 году медовый месяц они поехали поездом в Португалию, в самую западную точку континента в Сагреш. Семейный отдых проводился во Франции Средиземноморье, в более поздние годы пунктами назначения были Швейцария, Сицилия, Кипр, Венеция, Париж, Американский Запад в 1994 и 1999 годах, и Ксар Гилан в Тунисе.
- Куба
- Мьянма
- Перу
- Япония
- Ю.Афр.
- Ю.Афр.
- Марокко
- Кыргызстан
- Колумбия
- Китай

После смерти Анн-Мари в 2007 году Форстер снова отправился в Тунис, в том же году, в 2008 году, на Венецию, в Китай, в Париж, в Кыргызстан и в Египет. В 2009 году он посетил Вьетнам, Кению на фото-сафари и на Лансароте для фотосессии. В 2010 году это были Марокко, Париж, Япония, в 2011 году Индия - Раджастан, он также заново открыл Каппадокию и Корсику.
В 2012 году он посетил Эльзасские виноградники, затем Индокитай (Вьетнам, Лаос, Камбоджу) и Кубу, в 2013 году Исландию и Базельский карнавал. В 2014 году пунктами назначения были Брюссель, Испания и Перу, в 2015 году Мьянма, Токио и Бретань. После того, как он встретил свою новую партнершу, путешествия продолжились уже с ней: в 2016 году они отправились в Париж, в Таиланд и Иорданию, в 2017 году на Корсику, в 2018 году в Берлин, Южную Африку, Китай и Тибет, в 2019 году в Южную Индию и Колумбию.
Хотя путевые работы Форстера состоят в основном из пейзажей и репортажных фотографий, лучшая часть его путешествий - портреты. Он смог легко найти общий язык с местными жителями с помощью Лапину, тряпичной куклы кролика, которую его жена сделала ему за несколько дней до своей смерти. Большинство его портретов были сняты не в обычном вертикальном, но в горизонтальном положении. На своем фото-сайте aphroditephoto.net, который он основал в 2007 году, Форстер опубликовал более 2000 портретов в 24 коллекциях.

## Фотография ню
Его первой музой была его будущая невеста, и именно во время свадебного путешествия в Португалию в 1965 году он сделал ее первые фотографии ню на пустынном пляже в Алгарве. Находясь в лагере Эльба в 1966 году, он продолжал фотографировать ее на побережье моря. В семидесятых они открыли для себя натуризм, и во время летних семейных каникул на нудистском пляже Форстеру стало легче находить моделей для фотографии ню среди знакомых. Он черпал вдохновение в обнаженной натуре, сочетающей тело, пейзаж и небо, от Люсьена Клерга, первого фотографа этого жанра, признанного французской Академией изящных искусств. За эти годы он также собрал большую библиотеку книг по предмету, из которых он мог черпать. Форстер никогда не использовал профессиональных моделей, он всегда находил их во время случайных встреч, в том числе через Интернет. На встрече перед съемкой он объяснил модели, о чем идет речь, о своих художественных намерениях во время съемки, технических аспектах и обстоятельствах конкретной фотосессии. Он уделял большое внимание человеческому взаимодействию, построение взаимного доверия было самым важным, модели всегда точно знали, чего он от них ожидает.
Самой естественной средой для его обнаженной фотографии были места у воды, такие как морское побережье, скалы, но он также использовал неприродные открытые места, такие как пустые городские пространства или заброшенные руины. Он также искал новую среду и новый стиль для своей фотографии. В 1987 году во время вернисажа фотовыставки Сержа Назарьева Форстер встретил Пьера Стринати, биолога и спелеолога, который рассказал ему о спелеологии и пещерах, о его пещерной фотографии ню. Это привело к нескольким подземным сеансам в одной из самых длинных пещер Швейцарии, пещерах Валлорб, где основными трудностями были 100% влажность, низкая температура 10 °C и расположение модели и фонарей в очень хрупком, первозданном виде. В помещении, в своей студии, Форстер снял большую часть своих черно-белых ню. Он также экспериментировал со световыми эффектами полос на теле и с симметричными отраженными композициями. Проблемы, касающиеся его работы в целом и его самой любимой темы, подводной фотографии, можно проиллюстрировать двумя его цитатами:
Фотография ню, конечно, всегда находится на лезвии бритвы. Все будут воспринимать результат по-разному, в зависимости от своего образования, культуры или возраста.

 
Фотография моделей в водной и подводной среде очаровывает меня на протяжении десятилетий. Хорошая подводная фотография может быть получена только при идеальном сотрудничестве между двумя партнерами. Для начала модель должна уметь плавать под водой с открытыми глазами и уметь легко оставаться в апноэ в течение определенного времени в положениях, которые были согласованы ранее.
Работы Форстера появлялись в фотожурналах, например  Photographe Amateur, PHOTO]], PHOTO Magazine SGP, PHOTO SUISSE, Photo Video Expert, Media Expert, и Photo Spiegel, также в качестве обложек, а также в книгах: From the idea to the picture, Hot Nylons, Hot Voyeur Secrets, The Big Book of Boobs, The Best of International Nudes Photography, и Fetish: the Best of International Contemporary Fetish Photography.
Он участвовал во многих национальных и международных фотоконкурсах, и его работы также были отмечены фотографией года: в журнале Photo Suisse за 1997 год, категория «Цветное фото ню», за 2001 год, категория Ч/Б ню,  для 2002, категория «Черно-белое фото», за 2007 год в категориях «Цветное фото ню» и «Черно-белое фото ню», в журнале Photographe Amateur в 2001 году, Тема ягодицы.
Несколько фотоконкурсов, в которых его фотографии получили награды, проводились под патронажем FIAP (Международная федерация фотографического искусства), и за его достижения FIAP наградила его в 1993 г. название AFIAP (Художник FIAP).

## Персональные выставки
По состоянию на 2021 год у Форстера были следующие персональные выставки в Швейцарии и во Франции:
- 1987 Paysages et Aphrodite [Пейзажи и Афродита] Galerie La Mansarde, Верье (Veyrier)
- 1990 Corps en liberté [Освобожденное тело] Galerie des Unions Chrétiennes, Женева
- 1993 Rêve entre porte et fenêtre [Мечта между дверью и окном] Galerie Decovision, Гренхен
- 1995 Femme [Женщина] Galerie du Jardin Alpin, Мейрин (Meyrin)
- 1997 Femmes de lumière [Женщины света] Galerie La Mansarde, Верье (Veyrier)
- 1998 Miroir de femmes [Она и зеркало] Galerie Dow Chemical, Мейрин (Meyrin)
- 1998 Portraits d'Américains [Портреты американцев] Galerie Expo Forum, Женева
- 1998 Filles de la mer [Морские девушки] Galerie Photo Finish, Каруж
- 1999 Adam [Адам] Galerie de l'Horloge TPG, Женева
- 1999 Promenade en Bretagne [Променад в Бретани] Galerie Expo Forum, Женева
- 2000 Lumières intérieures [Внутреннее освещение] Galerie Racines, Бретиньи
- 2000 Encadrements [Кадры] Galerie Ferme Rosset, Тройнекс
- 2002 Le miroir complice [Мощность зеркала] Galerie Corps et Âme, Женева
- 2002 Éternel féminin [Вечное женское начало] Galerie de l'Horloge TPG, Женева
- 2004 Sirènes [Сирены] Galerie Delafontaine, Каруж
- 2004 Hot nylon [Горячий нейлон] Galerie O Mots Doux, Женева
- 2008 Graffiti sexy [Сексуальное граффити] Galerie Ferme Rosset, Тройнекс
- 2009 Roches sensuelles [Чувственные скалы] Galerie La Mansarde, Верье (Veyrier)
- 2010 Femmes sublimes [Возвышенные женщины] Galerie de l'Horloge TPG, Женева
- 2020 Ondines [Ундины] Galerie Le Clin d'oeil, Корсье

## Фотогалерея
- Маттерхорн, Пеннинские Альпы, 2005
- Две антилопы, Масаи-Мара, 2009
- Песчаная пустыня, Дуз, 2005
- Гламур, 2011
- Флер де Шин, 2010
- Медитация в синем, 2016
- От белого к синему, 2011
- Симфония трубок, 2011
- Затененные полосы, 2020
- Спортсмен-мужчина, 2017
- Обведенное тело, 2000
- Взаимное притяжение, 2011
- Игра линий, 2000
- Небесная вершина, 1989
- Изогнутые линии, 2017
- Природа, круглая и полная, 1995
- Широкий прямой угол, 2009
- На пляже Сен-Эгюльф, 2006

## Внешние ссылки
- Фотосайт Форстера
- Фото на photoexpo.net
- Ч/Б фото на ModelSociety
- Фотографии на Flickr
- Фотографии Форстера на Wikimedia Commons